# 북학
북학(北學)은 조선 후기 실학의 한 유파이다. 중상학파라고도 한다. 당시 실학자들 가운데 조선의 북벌운동 분위기 속에서 자란 일파가 있었다. 이들은  수도의 상공업 발전과 직간접적 관계를 가지고 있어 주로 상품의 유통이나 생산수단의 발전을 주장했다. 이들의 사상은 이용후생(利用厚生)으로 요약된다.

## 배경
조선의 분위기는 원래 반청숭명의 북벌 운동이 주류였고, 조선의 소중화주의를 주자성리학이 사상적으로 뒷받침하고 있었다. 다만 오랑캐  만주족의 국가인 청나라를 끝까지 정통으로 인정치 않고 조선의 문화적 우위성을 확인하려는 자존심의 발로였다.
그 예로 1703년(숙종 29년) 우암 송시열의 유지에 따라 만동묘를 세워 명나라 만력제과 숭정제을 제사지냈고, 2년 후인 1705년에는 청나라와의 외교적 마찰을 무릅쓰고 창덕궁 내에 대보단(大報壇)을 세워 망한 명나라에 대한 제사를 아예 공식화했다. 그리고 정조~순조 때 《존주휘편(尊周彙編)》을 편찬해 왜란·호란 이후의 숭명반청운동을 총정리한 것도 그런 목적이었다. 아예 1728년인 영조 때는 이인좌의 난을 진압한 공신들에게 내린 녹권에 숭정제의 휘와 같은 분자가 들어갔다고 같은 뜻의 양자로 바꿔넣고 당시 모든 교서들까지 글자를 고치도록 했을 정도였다.
그러나 18세기 중엽 이후 여당인 노론의 일각에서 시대의 변화를 능동적으로 수용하려는 새로운 학풍이 일어났다. 이 학풍은 청나라에서 배우자는 내용을 담고 있어 흔히 ‘북학(北學)’이라고 한다. 물론 이들 역시 어디까지나 노론으로 주자성리학의 프레임 위에서의 새 문화 수용을 말하는 거였다. 이때의 중국은 강희제(1662~1722)~건륭제(1736~1795)의 최전성기를 구가하고 있던 시기로, 중국 역대 문화의 정수가 총정리되고 산업 성장과 서양 과학 기술 문명 도입이 이뤄지던 시기였다.
따라서 중국의 주인인 만주족은 여전히 멸시하되 그 안에 담긴 중국문화와 산업, 기술은 수용한다는 유연한 자세가 바로 북학이다. 정경 분리라 할 수 있는 이런 사상적 기반은 후일, 서양의 기술을 받아들이되 정신과 사상은 동양으로 것으로 해 야만적인 서양인을 감화시키자는 동도서기론의 논리에까지 영향을 주게 된다. 이러한 북학의 대표자는 홍대용·박지원·박제가·이덕무 등이다.

## 학문의 대상
이미 상업 도시로 변모한 18세기 후반의 수도 한성과 탕평책으로 대표되는 영조와 정조의 인재 등용도 그들에게 새로운 자극을 줬다. 그들은 17세기 초 침류대학사(초기 실학자를 일컬음)들이 추구한 절충적 학풍과 17세기 후반 남인들(야당)이 제기한 고학(古學) 및 농촌경제에 대한 관심도 적극 수용하였다.
일부 노론은 상공업발전의 모토 위에서 농촌문제 해결도 아울러 고려하면서, 외국의 문물을 적극적으로 수용해 부국강병과 이용후생(利用厚生)을 높이자는‘북학’으로 선회한 것이다. 북학의 철학적 기초는 ‘인물성동론(人物性同論)’에 있었다. 사람과 만물의 본성이 같다고 보는 이 주장은 만물에 대한 관심을 높여 적극적으로 이용후생을 달성하도록 했다.
북학이 체계화된 것은 박제가의 《북학의(北學議)》라는 저술이었지만 홍대용·박지원·이덕무·박제가 등이 남긴 방대한 저작들은 서로 그 뜻이 동조화돼 새 경향을 이루고 있었다. 북학파의 공통점은 청나라 사신단에 섞여 북경에 다녀온 인물들로 그들의 중국 기행문이 발단이 된다. 그들은 스스로 보고 들은 외국 문화에 대해 조선의 현실을 개혁하기 위한 우리 내부의 인식 개혁이 필요하다고 주장했다. 그들의 문제인식 속에는 당시의 양반사회의 모순에 대한 것도 깔려있어 그에 대한 통렬한 풍자와 비판 역시 엿보이며, 농업이나 상공업 등 육체적 노동에 대한 천시라는 전통적 사농공상의 틀을 벗어나 생산이란 행위 자체를 높이 평가하였다. 북학파들은 과거 경세치용학파들과 이용후생이란 점에서 공통점을 갖지만, 경세치용학파들이 송대의 문화 경제적 융성을 이상향으로 삼는 복고적이었던 것과 달리, 당시 청나라의 상업과 수공업 발전상을 도입하고자 하는 전진적 성격을 지니고 있었다.

## 같이 보기
- 실학